# Punto ceviano

Punto ceviano "O" all'interno del perimetro del triangolo

In geometria, un punto ceviano è un punto del triangolo in cui sono concorrenti (si incontrano) tre rette ceviane.
In realtà, qualsiasi punto del piano è un punto ceviano (eccetto quelli del perimetro), poiché per ciascun punto passano un'infinità di rette, ivi comprese, dunque, anche quelle passanti per tre vertici del triangolo; ragion per cui la qualifica di ceviano ha senso se  soddisfa due caratteristiche:
1. l'avere la concorrenzialità in esso di tre ceviane.
2. che le ceviane soddisfino a priori determinate caratteristiche in grado di identificarle univocamente.

Così è corretta l'identificazione di cevianità per l'incentro in quanto punto di incontro delle bisettrici; dell'ortocentro in quanto punto di incontro delle altezze, ecc